# 林宜輝
林宜輝（1986年3月24日—）為臺灣男子籃球運動員，場上位置為前鋒，最後效力於台灣職業籃球大聯盟臺北台新戰神。

## 籃球生涯
林宜輝來自強恕高中，大學就讀國立臺灣師範大學運動競技系。林宜輝從第二季超級籃球聯賽起效力於達欣工程，第二季至第十季場均9.8分、3.7籃板、1.7助攻。2013年7月2日，林宜輝宣布轉往廣西威壯發展，與球隊簽下兩年合約。2015年9月，林宜輝重返臺北達欣工程。2018年1月14日，林宜輝達成超級籃球聯賽生涯3000分。2019年10月1日，林宜輝以2+1年合約加盟裕隆納智捷，總計效力達欣13個賽季留下10.2分、3.7籃板、1.9助攻的表現。2021年3月6日，林宜輝達成超級籃球聯賽生涯4000分。
2021年7月3日，林宜輝加盟P. LEAGUE+新竹街口攻城獅。2022年4月1日，林宜輝在對戰桃園領航猿的比賽中襲擊對方洋將羅賓森下體，林宜輝賽後被聯盟罰款新臺幣2萬5000元、記點兩點，而聯盟之後察覺到林宜輝的行為有損聯盟形象再向林宜輝禁賽2場。12月15日，林宜輝與新竹街口攻城獅達成離隊協議。同天T1聯盟桃園永豐雲豹宣布林宜輝加盟事宜。2023年3月，林宜輝因左側肋骨骨折，2022–23賽季報銷。2023年7月14日，臺北台新總經理林祐廷於2023年T1聯盟新人選秀會中表示林宜輝確定加入球隊。10月24日，林宜輝在全國運動會男子籃球五、六排名賽命中46記三分球、攻下142分，刷新1988年由周海容所創下的112分紀錄。
2025年6月30日，臺北台新戰神宣布林宜輝合約期滿離隊。

## 個人生活
2017年5月27日，林宜輝在新店彭園餐廳舉辦婚宴。

## 生涯數據

### P. LEAGUE+

#### 例行賽
| 賽季    | 球隊           | GP | MPG   | 2P%   | 3P%   | FT%   | RPG  | APG  | SPG  | BPG  | PPG  |
| ------- | -------------- | -- | ----- | ----- | ----- | ----- | ---- | ---- | ---- | ---- | ---- |
| 2021–22 | 新竹街口攻城獅 | 26 | 27:34 | 45.65 | 23.76 | 57.41 | 3.42 | 2.69 | 1.08 | 0.27 | 8.81 |

## 外部連結
- 林宜輝的Instagram帳戶
- 林宜輝在fiba.basketball（英语）
- 林宜輝在archive.fiba.com（存檔）（英语）
- 林宜輝在P. LEAGUE+官網
- 林宜輝在台灣職業籃球大聯盟官網
- 林宜輝在Eurobasket.com（球員）（英语）
- 林宜輝在RealGM（球員）（英语）
- 林宜輝在Flashscore（英语）